# Salt (rockband)
Salt var ett svenskt grungeband som grundades av Nina Ramsby, Daniel Ewerman och Jim Tegman. Bandet bildades 1992 när Daniel Ewerman och Jim Tegman studerade på Stockholms konstskola. De fick skivkontrakt med MVG Records och därefter Island Records 1995 och deras första album, Ausculate, låg som bäst som nummer 33 på Billboard 200. Låten Bluster från albumet Auscultate låg som bäst som nummer 22 på Billboard Modern Rock Tracks. Gruppen har inte släppt något material sedan 1997.

## Medlemmar
- Nina Ramsby – gitarr, sång
- Daniel Ewerman – basgitarr
- Jim Tegman – trummor

## Diskografi
Studioalbum
- 1995 – Auscultate (LP, CD, MVG Records/Island Records)

EP
- 1995 – Bluster (7" vinyl, 10" vinyl, CD, Island Records)
- 1995 – Salt (CD, MVG Records)

Singlar
- 1996 – "Honour Me" (7" vinyl, CD, Island Records)
- 1996 – "So" (CD, promo, Island Records)

Samlingsalbum
- 1997 – Delay Me Down And Make Me Wah Wah!!! (CD, MVG Records)